# Pedro Benito
Pedro Alberto Benito Ponomar, més conegut com a Pedro Benito (Cadis, 27 de març del 2000), és un jugador de futbol andalús que ocupa la posició de davanter, actualment al Reial Múrcia CF.

## Trajectòria
Pedro Benito des que era molt petit es va sentir sempre lligat amb el futbol ja que el seu pare, Alberto Benito, era jugador professional del Cadis Club de Futbol. Els inicis de Pedro Benito van ser a l'equip de futbol sala Valdelagrana i després es va passar al futbol 11 on el seu primer equip va ser el Club del Puerto de Santa Maria. Un any després va entrar a la UD Almeria on va jugar durant 3 temporades.
En acabar les 3 temporades es va unir a l'equip anglès de Swansea formant part de la Premier League on va jugar 1 temporada, tornant posteriorment a Espanya. L'Almeria va tornar a confiar en el jugador on va firmar per una temporada. A l'acabar va decidir anar a jugar a l'Anorthosis, equip que jugava a primera divisió de Xipre on va ser el màxim golejador. Un any després es va unir al Canillas de Madrid, equip on no es va sentir a gust i va prendre la decisió de marxar als Estats Units on va jugar a l'equip universitari Oklahoma Wesleyan University FC.
El curs següent el va fixar l'equip estatunidenc GW Bulldogs on jugava a primera divisió de la NCAA la màxima categoria dins de les lligues estatunidenques. Dos anys després d'arribar als Estats Units va tornar a Espanya per firmar per un altre equip universitari, aquest cop a la regió de Múrcia, formant part del UCAM Murcia CF equip on jugava a 2 divisió B d'Espanya, on va acabar la lliga amb 13 gols convertint-se amb el màxim golejador de la lliga.
El 27 de maig de 2021 el Cadis CF va anunciar la incorporació de Pedro Benito a l'equip del submarí groc.
A finals de setembre de 2021 el tècnic del primer equip cadista, Álvaro Cervera, va confiar en el jove jugador per entrenar amb el primer equip i al mateix cap de setmana va entrar a la convocatòria oficial de lliga amb l'equip dels seus somnis.
El 19 de juny de 2023 es va fer oficial el fitxatge amb l'equip manxec de Segona Divisió Espanyola, l'Albacete Balompié. Després de ser utilitzat rarament, va cancel·lar el seu contracte el 28 de juny de l'any següent, i es va incorporar al Real Murcia CF de tercera divisió poques hores més tard.

## Vida personal
El pare de Benito, Alberto, també era futbolista. Migcampista, també va jugar al Cadis. La seva mare és ucraïnesa.
Seguidor del Cadis, Benito també és una personalitat coneguda a TikTok, amb més d'un milió de seguidors al seu compte.

## Carrera internacional
Ha expressat el seu interès a jugar per la selecció d'Ucraïna.